# Réserve ornithologique d'Isøyane

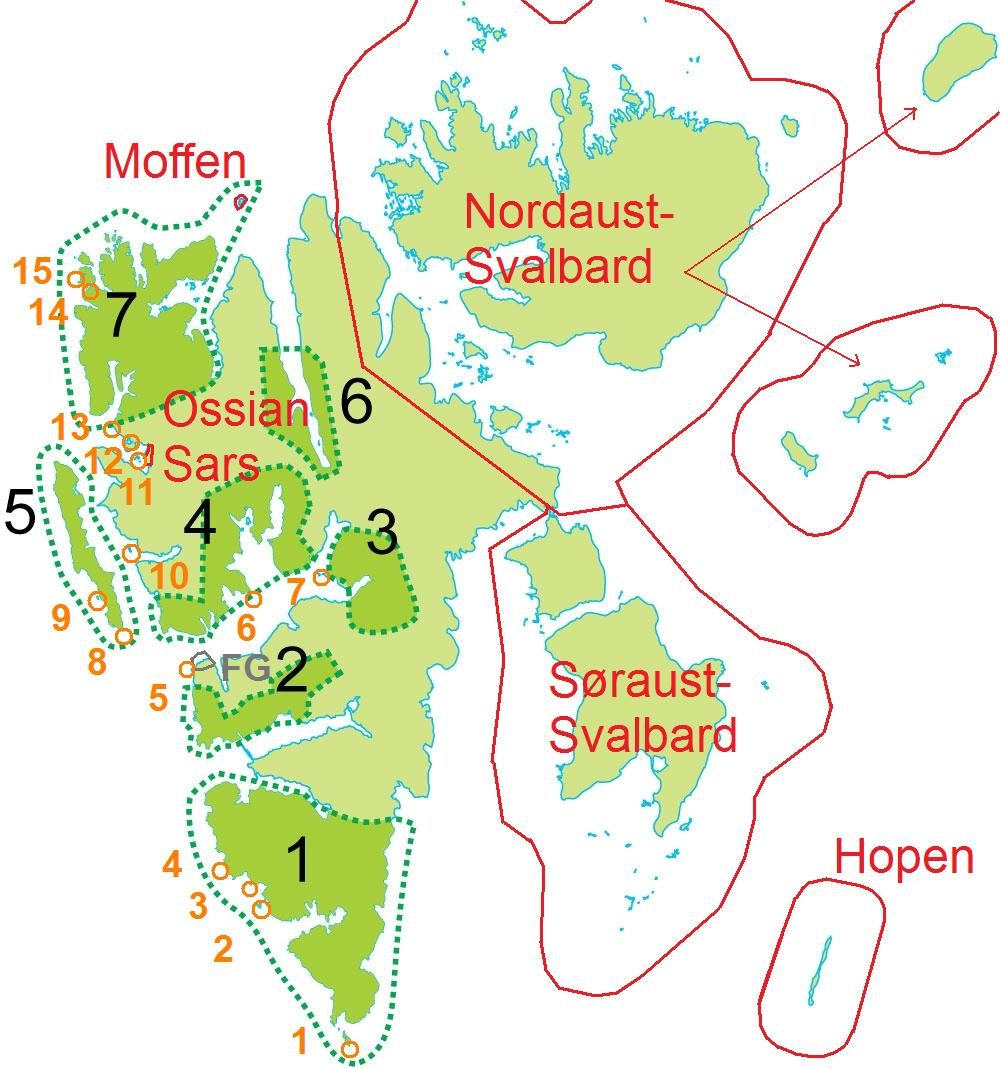
Carte des aires protégées au Svalbard, la réserve porte le numéro orange 3.

La réserve ornithologique de l'archipel des Isøyane est une réserve naturelle composée des Isøyane ,sur la côte sud-ouest du Spitzberg et au nord du fjord Hornsund. La réserve naturelle se trouve dans le Parc national de Sud-Spitzberg. La réserve a, depuis 1985, le statut de Site Ramsar en raison de son importance pour les oiseaux migrateurs.
La réserve a été créée par décret royal le 1er juin 1973, pour assurer la reproduction et l'espace de vie pour les oiseaux, en particulier d'eiders à duvet, de canards et d'oies. Sa surface est de 2,30 km2.
L'archipel des Isøyane se compose de deux îles et de nombreux îlots et récifs. La plus grande île a une végétation riche en herbe et  plusieurs petites étendues d'eau. L'archipel des Isøyane est une importante zone de reproduction pour les bernaches nonnettes et les eiders.
Il y a des restrictions d'accessibilité  afin de protéger les oiseaux contre les perturbations. Il est interdit de s'approcher de la réserve, plus particulièrement à l'époque où les oiseaux sont en train de couver afin d'éviter que les parents ne soient effrayés et que des oiseaux de proie ou des renards ne prennent les œufs. Les oiseaux peuvent être perturbés, même à plusieurs centaines de mètres de la plage.